# The X-Files: Resist or Serve
The X-Files: Resist or Serve è un videogioco di fantascienza per la PlayStation 2, che ripercorre un episodio mai girato della serie TV X-Files.

## Trama
Il giocatore interpreta Mulder o Scully, fra autopsie e indagini su una serie di omicidi misteriosi. La storia inizia a Red Falls in Colorado, scoprendo che le indiziate sono due streghe gemelle scomparse, ma andando avanti con il gioco si scopre la verità che si cela dietro l'apparente tranquilla città. 
Il finale del gioco ricorda molto quello di X-Files - Il film.

## Personaggi
- Fox Mulder (David Duchovny), agente dell'FBI assegnato alla sezione X-Files. Vuole scoprire la verità sul rapimento di Samantha, sua sorella forse rapita dagli alieni.
- Dana Scully (Gillian Anderson), agente dell'FBI assegnata alla sezione X-Files, logica e deduttiva
- Walter Skinner (Mitch Pileggi), Vice Direttore dell'FBI e supervisore della sezione X-Files. Aiuta i due compagni nelle loro indagini.
- Lone Gunmen (Tom Braidwood, Dean Haglund, Bruce Harwood), è un gruppo antigovernativo
- Alex Krycek (Nicholas Lea), ex agente dell'FBI, ora agente del Consorzio.
- L'uomo che fuma (William B. Davis), ovvero C.G.B. Spender, è il capo del Consorzio, e vero padre di Fox Mulder.
- Marita Covarrubias (Laurie Holden), informatrice viene scoperta dal Consorzio ed infettata con il virus del Cancro Nero.

## Scenari del videogioco

### Nei panni di Fox Mulder
Episodio 1 “Renascence”
- Red Falls
- Briar Lake

Episodio 2 “Resonance”
- FBI Headquarters
- Mulder's Apartment

Episodio 3 “Reckoning”
- Tunguska
- Monastery

### Nei panni di Dana Scully
Episodio 1 “Renascence”
- Red Falls
- Briar Lake

Episodio 2 “Resonance”
- FBI Headquarters
- Roush Biotechnologies

Episodio 3 “Reckoning”
- Tunguska
- Monastery

## Accoglienza
La rivista Play Generation lo classificò come il quinto miglior titolo sci-fi più terrorizzante tra quelli disponibili su PlayStation 2.